# Seán Dillon
Seán Dillon (ur. 30 lipca 1983 w Dublinie) – irlandzki piłkarz występujący na pozycji obrońcy w Montrose. W swojej karierze rozegrał 279 spotkań i zdobył 7 bramek w rozgrywkach Scottish Premier League oraz Scottish Premiership.